# Stephansberg (Kleinlangheim)
Stephansberg ist ein Gemeindeteil von Kleinlangheim im unterfränkischen Landkreis Kitzingen.

## Geografische Lage
Der Weiler Stephansberg liegt im äußersten Nordwesten des Kleinlangheimer Gemeindegebiets auf der Gemarkung Haidt. Weiter nördlich beginnt das Gemeindegebiet von Schwarzach am Main, die Gemarkung von Stadtschwarzach liegt Stephansberg am nächsten. Im Osten erhebt sich der Kleinlangheimer Ortsteil Atzhausen. Südöstlich ist Haidt zu finden. Hier verläuft auch die Bundesautobahn 3 und teilt das Gemeindegebiet von Kleinlangheim. Den Westen füllen die Baggerseen um Hörblach, einem Schwarzacher Ortsteil, aus.

## Geschichte
Erstmals genannt wurde Stephansberg bereits zu Beginn des 10. Jahrhunderts. Der Name geht auf eine Kapelle im Dorf zurück, die dem Märtyrer Stephanus gewidmet war. Mittelpunkt von Stephansberg bildete ein Hofgut mit 900 Morgen Land, das im Mittelalter den Herren von Seinsheim gehörte. Schloss Stephansberg war zeitweise auch Stammsitz der Seinsheimer. So nannte sich der spätere Kaiserliche Rat Erkinger VI. von Seinsheim auch „von Stephansberg“.
Im Jahr 1502 verkaufte Siegismund von Schwarzenberg zu Hohenlandsberg das Hofgut an die Markgrafen von Brandenburg-Ansbach. Die Markgrafen richteten hier ein sogenanntes Kastenamt für die Verwaltung der Einkünfte aus ihrem Streubesitz in der Region Mainfranken ein. Allerdings wurde die Burg im Jahr 1525 niedergebrannt. Der Deutsche Bauernkrieg vernichtete das Hofgut, als die Aufständischen es in Brand steckten.
Der brandenburgisch-ansbachische Besitz wurde in späterer Zeit vom Oberamtsfaktor Löb Dessauer verkauft. Nun erhielten vier Bauern aus der näheren Umgebung das ehemalige Hofgut und den landwirtschaftlichen Grundbesitz. Zu Beginn des 19. Jahrhunderts ebnete man die Überreste des Hofgutes ein. Stephansberg war zu diesem Zeitpunkt ein Ortsteil der Gemeinde Haidt. 1978 wurde diese im Rahmen der Gemeindegebietsreform nach Kleinlangheim eingemeindet.

## Kultur und Sehenswürdigkeiten

### Burgstall Stephansberg
Lange Zeit bestand in Stephansberg eine Burg bzw. ein Schloss. Heute sind keine Überreste dieser Anlage mehr erkennbar, jedoch werden die untertägigen Reste der Burg vom Bayerischen Landesamt für Denkmalpflege als Bodendenkmal eingeordnet. Die Burg präsentierte sich als stattlicher Bau mit einem Wassergraben und einem großen Schlosshof. Hier war der Sitz des schwarzenbergischen, später markgräflichen Amtes Stephansberg. Die Anlage wurde wohl bereits im 17. Jahrhundert entfestigt und war nun lediglich Sitz der sogenannten Amtsbauern.

### Sagen
Die Menschen erzählten sich lange Zeit über Stephansberg, dass der Ort vor den Herren von Schwarzenberg drei Nonnen gehört hatte. Vielleicht spielt die Sage auf die Nähe zur Abtei Münsterschwarzach an, weil dort bis ins 9. Jahrhundert ein Frauenkloster bestand. Die drei Nonnen hatten auch großen Waldbesitz in der Umgebung. Später verfiel der Besitz der drei Nonnen und die Besitzungen wurden unter den angrenzenden Dörfern aufgeteilt. Der Wald wurde gerodet und in Felder umgewandelt.